# Proformica jacoti
Proformica jacoti är en myrart som först beskrevs av Wheeler 1923.  Proformica jacoti ingår i släktet Proformica och familjen myror. Inga underarter finns listade i Catalogue of Life.